# Mark O’Shea

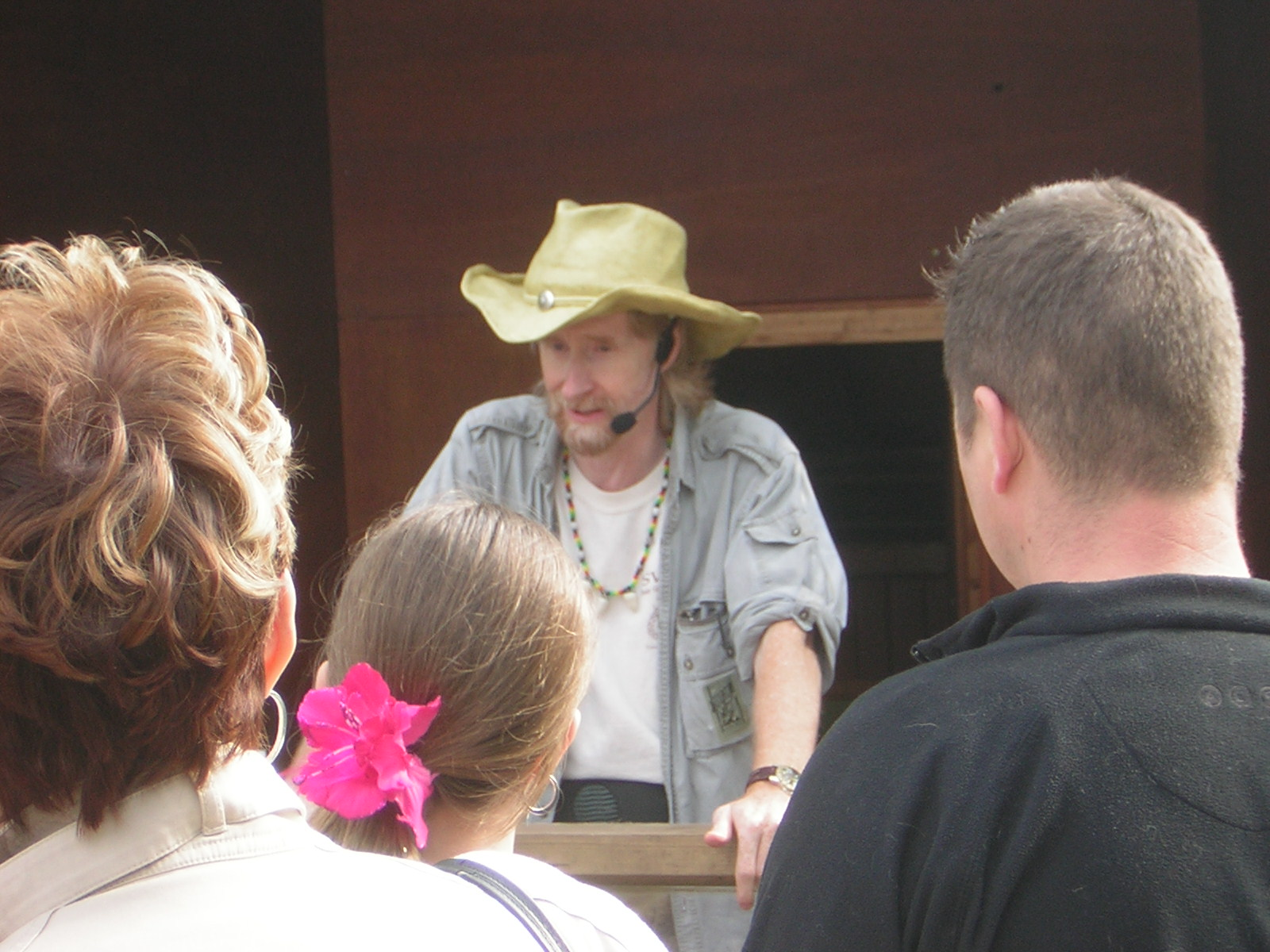
Mark O’Shea

Mark O’Shea (ur. w maju 1956 w Wolverhampton w Anglii) – brytyjski herpetolog i wykładowca, znany głównie z programu „Przygody Marka O’Shea” (O’Shea’s Big Adventure) wyświetlanego na kanale Animal Planet.
W swoim programie odwiedza on różne zakątki na Ziemi w poszukiwaniu gadów. Program został podzielony na cztery główne serie: Ameryka, Australia i Pacyfik, Afryka i Ameryka Południowa, Azja Południowa i Południowo-Wschodnia.
W 1986 Mark pracował w Papui-Nowej Gwinei, prowadząc różne badania herpetologiczne dla Operation Raleigh w Prowincji Zachodniej i Prowincji Centralnej. Następnie przyłączył się do profesjonalnych badań na temat węży, współpracując z najlepszymi herpetologami Prowincji Centralnej i Madang przy udziale pracowników Wydziału Medycy Klinicznej Nuffield College w Oksfordzie.
Od 1987 pracował jako kurator do spraw gadów w brytyjskim West Midland Safari Park, od 2002 jest tam konsultantem-kuratorem do spraw gadów.
W 1993 został poważnie ukąszony przez węża o łacińskiej nazwie Crotalus horridus atricaudatus. W wyniku tego incydentu prawie zmarł.